# Theodor Heinrich Schindler
Theodor Heinrich Wilhelm Schindler (* 14. August 1858 in Geislitz (Main-Kinzig-Kreis); † im  20. Jahrhundert) war ein deutscher Philologe und Abgeordneter des Provinziallandtages der preußischen Provinz Hessen-Nassau.

## Leben
Theodor Heinrich Schindler war der Sohn des Landwirts Adolph Carl Wilhelm Schindler und dessen Ehefrau Catharina Maria Lang. Nach dem Abitur im März 1879 am Gymnasium in Büdingen absolvierte er an den Universitäten in Marburg und Halle ein Studium der Mathematik und Naturwissenschaften. 1882 promovierte er in Halle mit der Dissertation „Mehrpunktige Berührung eines Kreises mit Kegelschnitten“ zum  Dr. Phil. und wurde 1884 wissenschaftlicher Hilfslehrer am städtischen Gymnasium Frankfurt. Im März 1888 mangels Verwendungsmöglichkeiten entlassen, übernahm er den von seinem Vater gepachteten  Hof Eich im Ortsteil Geislitz im Main-Kinzig-Kreis.
1907 errang er in indirekter Wahl einen Sitz im Kurhessischen Kommunallandtag des Regierungsbezirks Kassel, aus dessen Mitte er ein Mandat für den Provinziallandtag der Provinz Hessen-Nassau erhielt. Er blieb bis zum Jahre 1910 in den Parlamenten.